# Австралийская избирательная комиссия
Австралийская избирательная комиссия является Федеральным государственным учреждением, отвечающим за организацию и контроль федеральных выборов и референдумов. Выборы на уровне штатов и выборы местного самоуправления также находятся под контролем избирательной комиссии в каждом штате и территории.

## История и структура
Комиссия была впервые создана в 1902 году как филиал Министерства внутренних дел Австралии. В 1973 году она стала называться Австралийское управление выборов, и данное название сохранялось до 21 февраля 1984 года, когда она стала Австралийской избирательной комиссией, уставным органов Содружества.
Австралийская избирательная комиссия состоит из Председателя (Судьи Федерального суда или Судьи Федерального суда в отставке), Избирательного комиссара и несудебного члена (обычно Австралийского статиста). Избирательный комиссар имеет полномочия министра согласно Закону о госслужбе от 1998 года. Председатель и третий, несудебный член, работают на своих должностях неполный рабочий день.
Австралийская избирательная комиссия имеет Национальную штаб-квартиру в Канберре и штаб-квартиры на уровне штатов в городах Аделаида, Брисбен, Дарвин, Хобарт, Мельбурн, Перт и Сидней.
Каждый федеральный электорат имеет приходящего члена избирательного участка, ответственного за управление выборами в Палату представителей от соответственного участка. Каждый штат также имеет приходящего члена Австралийской избирательной комиссии, ответственного за проведение выборов в Сенат.

## Обязанности
Главной обязанностью комиссии является проведение федеральных выборов, дополнительных выборов и референдумов. Также комиссия должна следить за избирателями, которые не участвовали в голосовании и публиковать подробные результаты выборов. Комиссия подотчетна Объединенному постоянному комитету по вопросам выборов парламента Австралии, и должны сообщать о том, как выборы были проведены, и об успехе выборов в целом. Австралийская избирательная комиссия также играет важную роль в избирательном образовании, направленном на просвещение граждан об избирательном процессе, в течение которого избираются представители, и об изменениях в конституции (на референдумах).